# Падеж (Крушевац)
Падеж је насељено место града Крушевца у Расинском округу. Према попису из 2022. било је 613 становника (према попису из 1991. било је 971 становника).

## Историја
До Другог српског устанка Падеж се налазио у саставу Османског царства. Након Другог српског устанка Падеж улази у састав Кнежевине Србије и административно је припадао Јагодинској нахији и Темнићској кнежини све до 1834. године када је Србија подељена на сердарства.

## Демографија
У насељу Падеж живи 700 пунолетних становника, а просечна старост становништва износи 42,3 година (41,6 код мушкараца и 43,0 код жена). У насељу има 221 домаћинство, а просечан број чланова по домаћинству је 3,97.
Ово насеље је великим делом насељено Србима (према попису из 2002. године), а у последња три пописа, примећен је пад у броју становника.
|  |

| Демографија | Демографија | Демографија |
| Година      | Становника  | Становника  |
| ----------- | ----------- | ----------- |
| 1948.       | 935         |             |
| 1953.       | 993         |             |
| 1961.       | 1.021       |             |
| 1971.       | 1.036       |             |
| 1981.       | 990         |             |
| 1991.       | 971         | 928         |
| 2002.       | 877         | 938         |

| Етнички састав према попису из 2002.‍ | Етнички састав према попису из 2002.‍ | Етнички састав према попису из 2002.‍ | Етнички састав према попису из 2002.‍ | Етнички састав према попису из 2002.‍ |
| ------------------------------------ | ------------------------------------ | ------------------------------------ | ------------------------------------ | ------------------------------------ |
|                                      |                                      |                                      |                                      |                                      |
| Срби                                 | Срби                                 |                                      | 871                                  | 99,31%                               |
| Роми                                 | Роми                                 |                                      | 1                                    | 0,11%                                |
| непознато                            | непознато                            |                                      | 5                                    | 0,57%                                |

| Падеж у пописима Јагодинске нахије — од 1818. до 1829.                            |       |       |       |       |       |       |          |       |       |       |       |       |
| Година пописа                                                                     | 1818. | 1819. | 1820. | 1821. | 1822. | 1823. | 1824/25. | 1825. | 1826. | 1827. | 1828. | 1829. |
| Куће                                                                              | 20    | 20    | 24    | 24    | 26    | 24    | 25       | 25    | 25    | 25    | 25    | 26    |
| Пореске главе*                                                                    | -     | 24    | 28    | 25    | 29    | 27    | 27       | 27    | 25    | 24    | 26    | 28    |
| Арачке главе**                                                                    | 43    | 46    | 49    | 58    | 63    | 61    | 68       | 69    | 75    | 74    | 75    | 76    |
| *Пореске главе = Ожењени мушкарци \| ** Арачке главе = Мушкарци од 7 до 70 година |       |       |       |       |       |       |          |       |       |       |       |       |

| Година пописа     | 1948. | 1953. | 1961. | 1971. | 1981. | 1991. | 2002. |
| ----------------- | ----- | ----- | ----- | ----- | ----- | ----- | ----- |
| Број домаћинстава | 192   | 205   | 233   | 244   | 240   | 230   | 221   |

| Број чланова      | 1  | 2  | 3  | 4  | 5  | 6  | 7  | 8 | 9 | 10 и више | Просек |
| ----------------- | -- | -- | -- | -- | -- | -- | -- | - | - | --------- | ------ |
| Број домаћинстава | 30 | 37 | 31 | 28 | 37 | 35 | 15 | 5 | 2 | 1         | 3,97   |

| Пол    | Укупно | Неожењен/Неудата | Ожењен/Удата | Удовац/Удовица | Разведен/Разведена | Непознато |
| ------ | ------ | ---------------- | ------------ | -------------- | ------------------ | --------- |
| Мушки  | 354    | 64               | 255          | 21             | 11                 | 3         |
| Женски | 375    | 42               | 261          | 61             | 11                 | 0         |
| УКУПНО | 729    | 106              | 516          | 82             | 22                 | 3         |

| Пол    | Укупно                    | Пољопривреда, лов и шумарство | Рибарство                            | Вађење руде и камена | Прерађивачка индустрија       |
| ------ | ------------------------- | ----------------------------- | ------------------------------------ | -------------------- | ----------------------------- |
| Мушки  | 270                       | 197                           | 0                                    | 0                    | 34                            |
| Женски | 239                       | 220                           | 0                                    | 0                    | 6                             |
| УКУПНО | 509                       | 417                           | 0                                    | 0                    | 40                            |
| Пол    | Производња и снабдевање   | Грађевинарство                | Трговина                             | Хотели и ресторани   | Саобраћај, складиштење и везе |
| Мушки  | 4                         | 16                            | 5                                    | 1                    | 3                             |
| Женски | 0                         | 0                             | 2                                    | 4                    | 0                             |
| УКУПНО | 4                         | 16                            | 7                                    | 5                    | 3                             |
| Пол    | Финансијско посредовање   | Некретнине                    | Државна управа и одбрана             | Образовање           | Здравствени и социјални рад   |
| Мушки  | 0                         | 0                             | 3                                    | 2                    | 1                             |
| Женски | 0                         | 1                             | 0                                    | 4                    | 1                             |
| УКУПНО | 0                         | 1                             | 3                                    | 6                    | 2                             |
| Пол    | Остале услужне активности | Приватна домаћинства          | Екстериторијалне организације и тела | Непознато            | Непознато                     |
| Мушки  | 3                         | 0                             | 0                                    | 1                    | 1                             |
| Женски | 1                         | 0                             | 0                                    | 0                    | 0                             |
| УКУПНО | 4                         | 0                             | 0                                    | 1                    | 1                             |